# Denise Ramsden
Denise Ramsden (* 21. November 1990 in Hay River) ist eine ehemalige kanadische Radrennfahrerin.

## Sportliche Laufbahn
2007 und 2008 wurde Denise Ramsden kanadische Junioren-Meisterin im Straßenradsport. 2011 errang sie beide nationale U23-Titel im Einzelzeitfahren und wurde Fünfte im Straßenrennen sowie Sechste im Zeitfahren der Panamerikameisterschaften. 2012 wurde sie kanadische Straßenmeisterin der Frauen-Elite.
Bei den Olympischen Spielen 2012 in London belegte Ramsden Platz 19 im Zeitfahren und Platz 27 im Straßenrennen. 2014 gewann sie den Grand Prix cycliste de Gatineau. Zwei Jahre darauf beendete sie ihre Radsportlaufbahn, um ihr Jura-Studium zu verfolgen.

## Erfolge
2007
- Kanadische Junioren-Meisterin – Straßenrennen

2008
- Kanadische Junioren-Meisterin – Straßenrennen

2011
- Kanadische U23-Meisterin – Einzelzeitfahren, Straßenrennen

2012
- Kanadische Meisterin – Straßenrennen

2014
- Grand Prix cycliste de Gatineau

## Teams
- 2013 Optum-Kelly Benefit Strategies
- 2014 Optum-Kelly Benefit Strategies